# أيلنط وايتي
أيلنط وايتي (الاسم العلمي: Ailanthus wightii) هو نوع نباتي يتبع جنس الأيلنط من فصيلة السيماروبية.